# Hysteropterum pulchellum
Hysteropterum pulchellum är en insektsart som beskrevs av Ivanoff 1885. Hysteropterum pulchellum ingår i släktet Hysteropterum och familjen sköldstritar. Inga underarter finns listade i Catalogue of Life.